# Byron Bitz
Byron John Bitz (* 21. Juli 1984 in Saskatoon, Saskatchewan) ist ein kanadischer Eishockeyspieler, der zuletzt bei den Vancouver Canucks in der National Hockey League unter Vertrag stand.

## Karriere
Byron Bitz wurde während des NHL Entry Draft 2003 in der vierten Runde als insgesamt 107. Spieler von den Boston Bruins ausgewählt. Anschließend spielte der Angreifer zunächst vier Jahre für die Eishockeymannschaft der Cornell University in der NCAA, ehe er vor der Saison 2007/08 in den Kader von Bostons Farmteam, den Providence Bruins aus der American Hockey League, aufgenommen wurde. Während der Kanadier in seiner ersten Spielzeit im professionellen Eishockey ausschließlich in der AHL zum Einsatz kam, gab er am 10. Januar 2009 in einem Spiel gegen die Carolina Hurricanes sein Debüt in der National Hockey League für die Boston Bruins. Im März 2010 wurde er an die Florida Panthers abgegeben, bei denen Bitz auch in der Saison 2010/11 unter Vertrag stand. Langfristige Verletzungsprobleme verhinderten jedoch, dass er im gesamten Saisonverlauf zu einem Ligaeinsatz kam. Anfang Juli 2011 wurde der Flügelstürmer als Free Agent verfügbar und am 25. Juli 2011 von den Vancouver Canucks mit einem Kontrakt ausgestattet.

## NHL-Statistik
(Stand: Ende der Saison 2012/13)